# C'est l'amour
Pour les articles homonymes, voir C'est l'amour (homonymie).
Singles de Léopold Nord et Vous
Les hippopotamtam (Amélie et moi)
(1988)
C'est l'amour est une chanson du groupe belge Léopold Nord et Vous, paru en single en 1987. Le titre rencontre un énorme succès en France, où il est resté durant vingt-quatre semaines au Top 50, dont deux à la seconde place et sera certifié disque d'or pour 500 000 exemplaires vendus.

## Classements
| Classement (1987)                      | Meilleure place |
| -------------------------------------- | --------------- |
| France (SNEP)                          | 2               |
| Belgique (Flandre Ultratop 50 Singles) | 24              |
| Europe (Eurochart Hot 100)             | 20              |